# 国立知的障害児施設
国立知的障害児施設（こくりつちてきしょうがいじしせつ）は、厚生労働省組織令（平成12年6月7日政令第252号）第135条の規定により設置された国立の障害者施設である。所管は、厚生労働省障害福祉課。厚生労働省組織令の一部改正（平成22年4月1日政令第88号）に伴い国立児童自立支援施設に名称が改められる。

## 業務
- 国立知的障害児施設は、次に掲げる事務をつかさどる。（厚生労働省組織令第148条）。 
  - 一 知的障害の程度が著しい児童又は目が見えない者（強度の弱視を含む。）、耳が聞こえない者（強度の難聴を含む。）若しくは口がきけない者である知的障害児であって、児童福祉法第二十四条の三第四項 の施設給付決定に係るもの又は同法第二十七条第一項第三号 の措置を受けたものを入所させて、その保護及び指導を行うこと。
  - 二 全国の知的障害児施設における知的障害の児童の保護及び指導の向上に寄与するための事業を行うこと。

## 組織
国立知的障害児施設の組織については、厚生労働省組織規則（平成13年1月6日厚生労働省令第1号）に規定されている。

### 施設長
- 第656条 国立知的障害児施設に、施設長及び次長一人を置く。
  - 2 施設長は、国立知的障害児施設の事務を掌理する。
  - 3 次長は、施設長を助け、国立知的障害児施設の事務を整理する。

### 国立知的障害児施設に置く課
- 第657条 国立知的障害児施設に、次の四課を置く。
  - 庶務課
  - 調査課
  - 指導課
  - 医療課

### 庶務課の所掌事務
- 第658条 庶務課は、次に掲げる事務をつかさどる。
  - 一 職員の人事、公印の保管、公文書類、会計、物品及び営繕に関すること。
  - 二 児童の食事に関すること。
  - 三 前二号に掲げるもののほか、国立知的障害児施設の所掌事務で他の所掌に属しないものに関すること。

### 調査課の所掌事務
- 第659条 調査課は、国立知的障害児施設の所掌事務のうち、次に掲げるものをつかさどる。
  - 一 児童の入退所に関すること。
  - 二 児童の作業実習の調整、ボランティアの養成及び活用その他地域社会との交流に関すること。
  - 三 知的障害児の保護及び指導に関する調査及び研究に関すること。
  - 四 知的障害児の保護及び指導に関する資料の収集、編さん及び頒布に関すること。
  - 五 知的障害児保護指導職員養成所の行う業務に関すること。

### 指導課の所掌事務
- 第654条 指導課は、国立知的障害児施設の所掌事務のうち、児童の生活指導、作業指導その他保護及び指導に関することをつかさどる。

### 医療課の所掌事務
- 第653条 医務課は、国立知的障害児施設の所掌事務のうち、児童の治療教育、診療及び保健衛生に関することをつかさどる。

## 国立知的障害児施設の名称及び位置
- 第655条 国立知的障害児施設の名称及び位置は、次のとおりとする。
  - 国立秩父学園（埼玉県所沢市）

- 第662条 国立知的障害児施設に、知的障害児保護指導職員養成所を置く。
- 2 知的障害児保護指導職員養成所の名称及び位置は、次のとおりとする。
  - 国立秩父学園附属保護指導職員養成所（埼玉県所沢市）
- 3 知的障害児保護指導職員養成所は、国立知的障害児施設の所掌事務のうち、知的障害児施設における知的障害の児童の保護及び指導に当たる職員その他社会福祉に従事する職員の養成及び研修を行うことをつかさどる。
- 4 知的障害児保護指導職員養成所に、所長を置く。